# Мамелуци
Мамелуци или Мамлуци (арап. مملوك (једнина), مماليك (множина); тур. Kölemen — „поседован”), били су исламизовани робови-војници који су служили муслиманске калифе и султане династије Ајубида током средњег века. Временом су се претворили у веома моћну војну касту и више пута су отимали власт, као на пример у Египту, где су владали у Мамелучком султанату од 1250. до 1517. године.

## Преглед
Први мамелуци служили су абасидске халифе у 9. веку у Багдаду. Абасиди су углавном регрутовали из подручја око Кавказа (углавном Черкезе и Грузијце) и у подручју око Црног мора већином турске народе. Већина заробљеника није била муслиманског порекла. Мамелуке би обично у робље продавале осиромашене степске породице или би их киднаповали трговци робљем. Мамелучки систем је био битан за владаре, јер војска није била повезана ни са једном структуром моћи. Локални ратници би обично били лојални својим шеицима, својим породицама или племићима пре него султану или халифу. Кад би неки командант спремао заверу против владара није га билои могуће утишати, а да се не изазове немир међу племством и онима везаним за њега. Војници робови су били странци са најнижим статусом и нису могли бити умешани у заверу против владара, а лако их је било казнити кад изазивају невоље.

## Организација
Мамелуци би најпре били преведени на ислам. Након тога су били обучавани као коњаници. Следили су посебна правила понашања и вредности, у којима је храброст и дарежљивост била високо на цени. Веома значајна је била тактика коњице, стрељаштво и давање прве помоћи рањенима. Живели су у својим гарнизонима и углавном су проводили време заједно. Њихова забава су били спортови као такмичење у стрељаштву или борба на коњима. Интензивна и строга обука за свакога новога регрута осигуравала је континуитет мамелучке праксе. Технички гледано, након обуке нису више били робови, али били су још увек обавезни да служе султана или халифа. Султан их је држао као спољну силу под својим директним заповедништвом, да би их користио у случају локалних племенских сукоба. Султан би их слао чак до Шпаније. Султани су имали највише Мамелука, али и остали емири су могли имати своју мамелучку војску. Многи Мамелуци су дошли до високих положаја, укључујући команду војске. У почетку њихов статус није био наследан, али временом су постали повезани са постојећом структуром моћи.

## Мамелуци у Индији
Мамлучки командант муслиманских снага у Индији Кутбудин Ајбак прогласио се 1206. султаном и основао је прву мамелучку династију која је трајала до 1290. Назива се и робовска династија.

## Мамелуци у Египту
Саладин је 1169. освојио Египат у име зенгидског краља Дамаска. Сам Саладин је 1174, основао династију Ајубида. Након освајања Јерусалима Саладин је са својом курдском породицом осигурао контролу над Блиским истоком. Након Саладинове смрти долази до поделе међу синовима. Саладинов брат Ал Адил је 1200. успео након дугих борби да консолидује власт победом над разним рођацима. Сваки од Саладинових синова имао је мамелучку војску, тако да је током династичког сукоба долазило и до сукоба мамлучких војски.
Ал Адил је објединио војску. Процес династичких борби се понављао сваки пут по смрти претходног владара. Ајубиди су све више постали зависни од Мамелука и убрзо су их укључили у унутрашњу политику двора.

### Француски напад и Мамелучко преотимање
За време Седмог крсташког рата француски краљ Луј IX се искрцао у Египту. Египатска војска се најпре повукла. Султан је био умро. Власт је накратко преузео његов син, па онда његова жена Шајар ал Дур. Шајар је послала мамелучку војску да изведе контранапад. Победили су крсташе 1250, а француски краљ је дуго оклевао са повлачењем, па је био заробљен. Морао је платити откуп од 250.000 ливри. Касније је растао политички притисак да Египта треба имати мушког владара, па се Шајар ал Дур удала за мамелучког команданта Ејбака. Уследила је борба за власт, па су Ајбака убили, а власт је преузео Кутуз, који је основао први Мамелучки султанат и династију Бахри.

### Мамелуци и Монголи
Када је Хулагу-кан опустошио Багдад и преузео Дамаск 1258. Из Дамаска је побегао мамелучки генерал Бајбарс. Побегао је у Каиро. Хулагу је захтевао од Кутуза да преда Каиро. Кутуз је уз помоћ Бајбарса мобилизовао војску. Хулагу је морао да оде на исток, када је умро Могке кан. Оставио је свом заменику заповедништво над великом монголском војском. Кутуз је навукао монголску војску у заседу и тешко је поразио у бици код Ајн Џалута 1260. Када се Кутуз вратио у Каиро Бајбарс је убио Кутуза и преузео је власт. На исти начин власт је прелазила са једнога на другога султана. Просечно време власти мамелучких султана било је седам година. Мамелуци су 1260. још једном победили Монголе код Хормса и потискивали их све док нису преузели Сирију. Утврдили су поодручје. Бајбарсова војска је победила и последње крсташе у Светој Земљи.
Династија Бурџи или Букри је 1382. преузела власт. Династију су чинили Черкези.

### Османско царство
Османско царство је 1517. заузело Мамелучки султанат. Мамелучке институције су и даље постојале и под Турцима, али нису биле исте као у доба султаната. Овај султанат је због своје добре организованости послужио као модел према којем је стварано рано Османско Царство.
Наполеон је 1798. победио Мамелуке када је напао Египат у бици код пирамида и протерао их у горњи Египат. Након повлачења Француза Мамелуци су започели борбу за независност против Османског царства и Велике Британије. Мамелучки вођа Ибрахим бег је 1803. писао руском амбасадору тражећи да посредује између њих и султана, а тражили су и да се врате у Грузију. Руски амбасадор је одбио да посредује. Мамелуци су 1806. неколико пута победили турску војску, а у јуну је дошло до мировног споразума. Према споразуму Мамелуцима се предаје власт, а Мехмед Алија треба напустити позицију гувернера. Сукоби међу Мамелуцима спречили су спровођење свега тога.

### Крај мамелучке власти у Египту
Мухамед Али је 1811. позвао све Мамелуке у своју палату на свечаност. Било је око 600 мамелука и све их је побио. Започео је покољ Мамелука. На улицама је убијено око 3.000 мамелука и њихових рођака. Део мамелука је успео да побегне у Судан. Ту су успоставили базу за трговину робовима. Султан од Сенара у Судану је 1820. замолио Мухамеда Алија да га реши Мамелука. Али је извршио инвазију Судана, решио га Мамелука и заузео га за себе.

## Мамелуци у Наполеоновој војсци
Наполеон је оформио властити мамелучки корпус. Чак је и његова царска гарда имала Мамелука. Један Наполеонов чувени телохранитељ Рустан је био Мамелук. Једна Гојина слика приказује напад мамелучке коњице против народа у Мадриду. Мамелуци су се борили у бици код Аустерлица 1805.

## Мамелучка уметност
Иако је борба била примарна брига мамелука њихов допринос исламској уметности и архитектури је био доста велики. Многи султани су били одлични градитељи, а један од примера је Калавунов маузолеј у Каиру, где постоји џамија, верска школа и болница.
Важност борбе и обуке подразумевало је и посебну израду војничке опреме, па су мамелучки оклопи и шлемови били сложено украшени.
Високо квалитетно обликовање метала је примењивано и на друге предмете као што су свећњаци, лампе,бачве и друго. Украси мамелучког стакленог посуђа се могу видети и на лампама у џамијама.